# Ménagyrte
Les ménagyrtes sont, dans le culte grec ancien, des prêtres mendiants de Cybèle,.